# Molodeatîn, Colomeea
Molodeatîn (în ucraineană Молодятин) este o comună în raionul Colomeea, regiunea Ivano-Frankivsk, Ucraina, formată numai din satul de reședință.

## Demografie
Componența lingvistică a comunei Molodeatîn
     Ucraineană (99,62%)
     Alte limbi (0,37%)
Conform recensământului din 2001, majoritatea populației comunei Molodeatîn era vorbitoare de ucraineană (99,62%), existând în minoritate și vorbitori de alte limbi.